# Antonio Sacristán Colás
Antonio Sacristán Colás (Madrid, 9 de octubre de 1902-Ciudad de México, 24 de octubre de 1986) fue un abogado, economista, político, empresario y académico español nacionalizado mexicano. Doctor en Derecho y catedrático de derecho mercantil en la Universidad Central de Madrid, fue diputado constituyente por Cáceres (1931) y participó en varios gobiernos de la Segunda República española como director general de Aduanas, director general de Obras Hidráulicas, secretario general del Consejo Superior Bancario, director general del Tesoro y finalmente como subsecretario de Hacienda. Emigró a México en 1939. Desde ese año fue profesor de la Facultad de Derecho y de la Facultad de Economía de la Universidad Nacional Autónoma de México (UNAM). Formuló el proyecto que dio lugar a la Ley General de Instituciones de Crédito. En 1940 fundó la Sociedad Mexicana de Crédito Industrial (posteriormente Somex) de la que fue director general hasta 1963. También fue director general del Banco Mexicano S. A. de 1958 a 1963 y presidente del Centro de Investigación y Docencia Económicas (CIDE) de 1977 a 1982. Profesor emérito de la Universidad Anáhuac y desde 1985 de la Facultad de Economía de la Universidad Nacional Autónoma de México (UNAM).

## Biografía
Antonio Sacristán Colás nació en Madrid, España el 9 de octubre de 1902. Hijo de Antonio Sacristán Zavala y Dolores Colás. Formó parte de una familia de profesionales e intelectuales liberales. Su padre fue catedrático y autor de un libro sobre teoría de la contabilidad general. También fue director de una cadena de periódicos de izquierda entre los que destacaban El Heraldo y El Liberal.
Emigró a México al final de la guerra civil española en 1939 y en este país adoptó la nacionalidad mexicana.
En 1933 contrajo matrimonio con Dolores Roy (Madrid, 1902-México DF, 1980) hija de Emilio Roy directivo del Banco de Vizcaya (antecedente del actual BBVA). Tuvieron cinco hijos: Dolores y Josefa (nacidas en España), Antonio (nacido en Francia), Emilio y María de la Concepción (ambos nacidos en México).
Murió en la Ciudad de México el 24 de octubre de 1986

## Los años de España

### Estudios y vida docente
Antonio Sacristán se graduó como Contador Mercantil. Posteriormente obtuvo el grado de Licenciado en Derecho en la Universidad de Madrid. Además realizó estudios de posgrado en Italia y Alemania, con lo que obtuvo el reconocimiento como Doctor en Derecho. Fue discípulo y amigo del ilustre abogado, catedrático y político Felipe Sánchez Román. Inició su práctica académica y docente cuando ganó por oposición la cátedra de Derecho Mercantil en la Universidad de Madrid. En esta última, impartió cátedra hasta 1931 en que fue exento por haber sido electo Diputado a las Cortes Constituyentes.
Desde su época de estudiante y joven profesor universitario formó parte de un círculo diverso y plural que tuvo como referente político y filosófico a José Ortega y Gasset. Entre sus amigos más cercanos destacaron Federico García Lorca, Rafael Alberti, José Bergamín y Eugenio Imaz. También fue parte de este círculo José Antonio Primo de Rivera con quien mantuvo una amistad muy estrecha hasta que la progresiva filiación derechista de este último los distanció definitivamente.

### Política republicana
En esta época inició también su vida política en la lucha por el advenimiento de la Segunda República Española. En su incorporación a la lucha republicana fue determinante el Pacto de San Sebastián que diversas fuerzas republicanas firmaron el 17 de agosto de 1930 con el fin de conjuntar esfuerzos para lograr el establecimiento de la República. 

#### Conspirador y preso político
Como consecuencia de este pacto, el 12 de diciembre de 1930, se desarrolló un levantamiento civil y militar, conocido como la Sublevación de Jaca, en contra del Rey Alfonso XIII. Felipe Sánchez Román, uno de los participantes en la firma del Pacto, invitó a Sacristán a participar en esta rebelión. Sacristán fungió como enlace de dirigentes civiles de la misma, Niceto Alcalá-Zamora y Miguel Maura, con otros miembros del comité revolucionario.
Las limitaciones del levantamiento militar y la cancelación de la huelga general, que sería convocada por la UGT y el PSOE, hicieron fracasar el levantamiento republicano. Antonio Sacristán fue detenido en Burgos y acusado de conspiración en contra del Rey. Estuvo preso varios meses en la cárcel provincial de Burgos.

#### Diputado a las Cortes Constituyentes
A pesar del fracaso de la sublevación republicana, la crisis política obligó a la monarquía a convocar a las elecciones municipales del 12 de abril de 1931. El resultado de las mismas significó una derrota política para el Rey y su gobierno. Alfonso XIII abandonó el país el 14 de abril y se instaló un gobierno provisional encabezado por Alcalá-Zamora. 
El 28 de junio de 1931 se celebraron elecciones a las Cortes Constituyentes. Antonio Sacristán fue elegido diputado independiente por Cáceres. Formaba parte del grupo de diputados independientes que se agrupaban alrededor de Felipe Sánchez Román. Como integrante de las Cortes Constituyentes participó en la elaboración y aprobación de la Constitución de la República Española de 1931.

#### Funcionario de gobierno y de la banca
Terminado el gobierno provisional Indalecio Prieto participó en los primeros gabinetes de la República ocupando las carteras de Hacienda (abril-diciembre de 1931) y Obras Públicas (hasta septiembre de 1933), siendo jefe de Estado Alcalá-Zamora y jefe de Gobierno Manuel Azaña. En su primer cargo, Prieto designó a Antonio Sacristán como director general de Aduanas. En el segundo lo nombró director general de Obras Hidráulicas.
En 1932 se aprobó el Estatuto de autonomía de Cataluña. Antonio Sacristán siempre había sido partidario de la autonomía catalana. En el debate de 1932, sin embargo, consideró que el Estatuto excedía los límites constitucionales y votó (con otros 23 diputados) en contra de la propuesta del gobierno. El periodista Julián Zugazagoitia escribió entonces que no era correcto que los funcionarios que formaban parte del Congreso de los Diputados (denominación que recibieron las Cortes en la Constitución) votaran en contra de la mayoría gubernamental . Manifestando su acuerdo con esta crítica Sacristán renunció a su cargo como director general de Obras Hidráulicas en enero de 1933.
En septiembre de 1933 Sacristán fue nombrado secretario general del Consejo Superior Bancario. Este era un cargo designado por la banca privada, no por el gobierno. En 1934 fue destituido de esta posición por Manuel Marraco, ministro de Hacienda del gobierno de derecha encabezado por la CEDA, durante el llamado Bienio Negro (1934-1936). Sacristán fue acusado por Marraco de participar en el movimiento socialista conocido como la Revolución de 1934.

#### Partido Nacional Republicano y Frente Popular
En julio de 1934 es fundador del Partido Nacional Republicano al que convocó Felipe Sánchez Román. En este partido ocupó el cargo de secretario general. Desde ese partido se elaboró un proyecto para la unificación de todos los partidos y organizaciones republicanas. Sacristán participó con Amós Salvador Rodrigáñez, Bernardo Giner de los Ríos, Manuel Cordero (Agrupación Socialista Madrileña) y Juan Simeón Vidarte (socialista cercano a Juan Negrín) en la elaboración del programa que sirvió de base para el Frente Popular en las elecciones de 1936.
El Frente Popular agrupó inicialmente a los partidos republicanos y socialistas. La incorporación del Partido Comunista con una representación independiente (se había acordado originalmente que se integrarían a través del PSOE) provocó escisiones. El Partido Nacional Republicano se retiró del Frente Popular. 
A raíz de su separación del Frente Popular ni Sánchez Román ni Sacristán fueron diputados en las Segundas Cortes. Sin embargo, tras el estrecho triunfo del Frente Popular en las elecciones de febrero de 1936, Antonio Sacristán fue restablecido en su puesto al frente del Consejo Superior Bancario.

### En la guerra civil española
En julio de 1936 se inicia la guerra civil española tras el pronunciamiento y levantamiento del 17 y 18 de julio por los autodenominados nacionales. Durante casi toda la guerra se mantiene la presidencia de Azaña (11 de mayo de 1936 al 27 de febrero de 1939) y forman gobiernos consecutivamente Diego Martínez Barrio (18 y 19 de julio de 1936), José Giral (19 de julio al 4 de septiembre de 1936), Francisco Largo Caballero (4 de septiembre de 1936 al 17 de mayo de 1937) y Juan Negrín (17 de mayo de 1937 al 31 de marzo de 1939). Negrín ocupó el cargo de ministro de Hacienda desde el gobierno de Largo Caballero hasta el fin de la guerra. 

#### Responsable de las finanzas y el tesoro
Desde el día del alzamiento Antonio Sacristán participó con Sánchez Román y autoridades gubernamentales en reuniones en palacio. Fue ministro sin cartera en el brevísimo gobierno de Martínez Barrio. Continuó al frente del Consejo Superior Bancario. Con Negrín en Hacienda, el Consejo fue transformado en Comisaría de Banca y Sacristán fue comisario de la misma. Después fue nombrado director general del Tesoro Público y finalmente subsecretario de Hacienda. En estos cargos fue responsable de buena parte de la legislación de disposiciones económicas de emergencia y encargado de varias misiones financieras en el extranjero. Durante el período en que Negrín fue simultáneamente Presidente del Gobierno y ministro de Hacienda, el subsecretario Sacristán estuvo encargado del despacho.

#### Derrota e inicio del exilio
Al final de la confrontación y con la derrota de la República, se trasladó a París. Allí vivió algunos meses trabajando en la oficina del gobierno republicano para liquidar los asuntos finales de la guerra. En París estableció contacto con Narciso Bassols, que organizó un primer grupo de intelectuales para trasladarse a México con el fin de abrir el camino a la emigración. El grupo, organizado por la Alianza de Intelectuales al Servicio de la República, incluyó entre otros a José Bergamín, Roberto Fernández Balbuena, Rodolfo Halffter, José Herrera Petere, Paulino Masip, Josep Renau y Antonio Sacristán. Arribaron a Nueva York en mayo de 1939 y de ahí se trasladaron a México. Sacristán ingresó a este país por Nuevo Laredo, Tamaulipas, el primero de junio de 1939.